# 400 mètres masculin aux Jeux olympiques d'été de 1964 (athlétisme)
Navigation
Rome 1960 Mexico 1968
L'épreuve du 400 mètres masculin aux Jeux olympiques de 1964 s'est déroulée du 17 au 19 octobre 1964 au Stade olympique national de Tokyo, au Japon.  Elle est remportée par l'Américain Mike Larrabee.

## Résultats

### Finale
| Rang               | Athlète           | Pays              | Temps  | Notes |
| ------------------ | ----------------- | ----------------- | ------ | ----- |
| Médaille d'or      | Mike Larrabee     | États-Unis        | 45 s 1 |       |
| Médaille d'argent  | Wendell Mottley   | Trinité-et-Tobago | 45 s 2 |       |
| Médaille de bronze | Andrzej Badeński  | Pologne           | 45 s 6 |       |
| 4                  | Robbie Brightwell | Royaume-Uni       | 45 s 7 |       |
| 5                  | Ulis Williams     | États-Unis        | 46 s 0 |       |
| 6                  | Tim Graham        | Royaume-Uni       | 46 s 0 |       |
| 7                  | Peter Vassella    | Australie         | 46 s 3 |       |
| 8                  | Edwin Skinner     | Trinité-et-Tobago | 46 s 8 |       |

## Légende
Records et Performances
- AR : Record continental (area record)
- CR : Record des championnats (championship record)
- MR : Record du meeting (meet record)
- NR : Record national (national record)
- OR : Record olympique (olympic record)
- PR : Record paralympique (paralympic record)
- PB : Record personnel (personal best)
- SB : Meilleure performance personnelle de la saison (season's best)
- WL : Meilleure performance mondiale de l'année (world leader)
- WJR : Record du monde junior (world junior record)
- WR : Record du monde (world record)

Circonstances et Conditions
- DNF : N'a pas terminé (did not finish)
- DNS : N'a pas pris le départ (did not start)
- DQ : Disqualification (disqualification)
- NM : Aucun essai valable enregistré (No Mark)
- Q : Qualifié « directement » au prochain tour (ou à la prochaine compétition), lors d'une compétition majeure, grâce au classement ou à la réalisation des minima (automatic qualifier)
- q : Qualifié au prochain tour (ou à la prochaine compétition), lors d'une compétition majeure, grâce au repêchage ou à la réalisation de l'une des meilleures performances parmi celles des « non qualifiés directement » (grâce au meilleur temps ou à la meilleure distance par exemple) (secondary qualifier)